# Elethyia
Elethyia là một chi bướm đêm thuộc họ Crambidae.